# Wilhelm Souchon

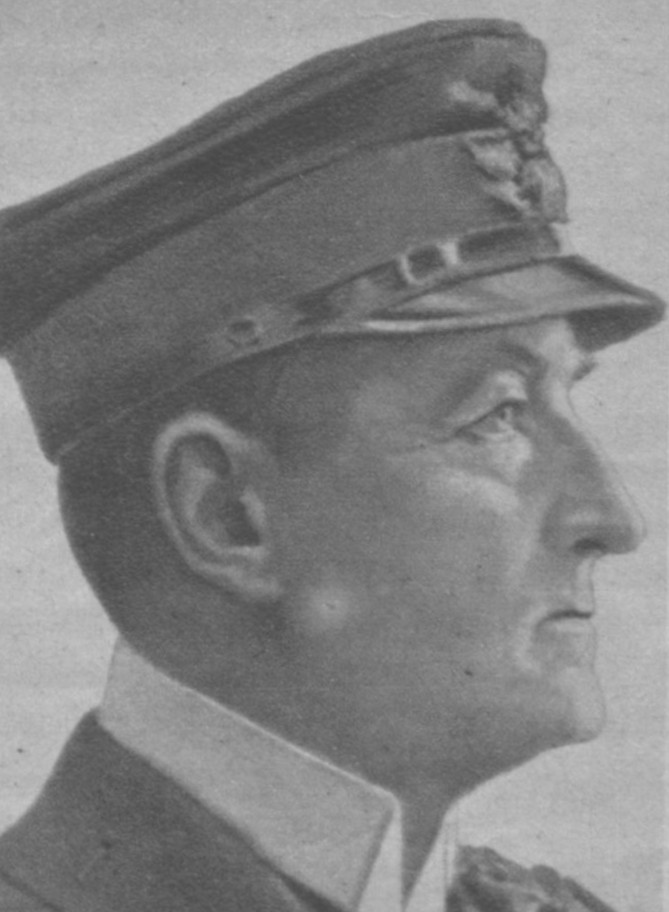
Wilhelm Souchon, 1918

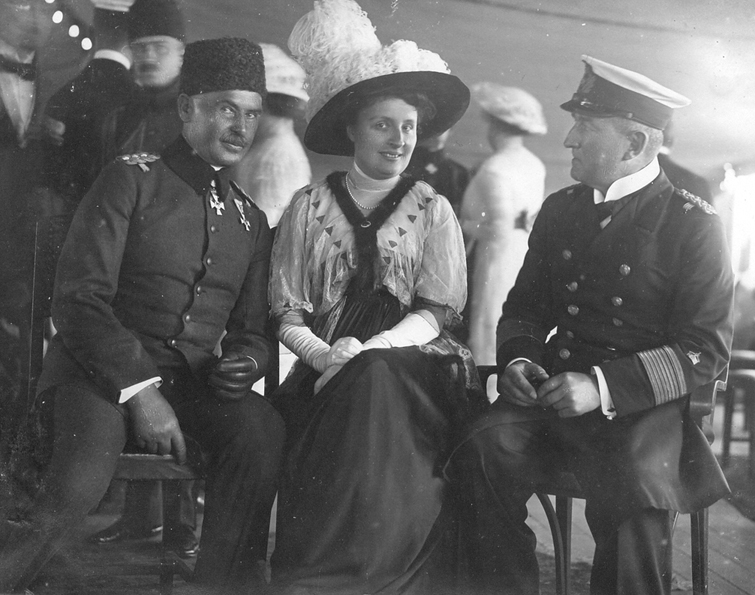
Wilhelm Souchon (r.) und Otto Liman von Sanders (l.), Limans Tochter in der Mitte (vermutlich 1915)

Wilhelm Anton Souchon (* 2. Juni 1864 in Leipzig; † 13. Januar 1946 in Bremen) war Vizeadmiral der kaiserlichen Marine im Ersten Weltkrieg. Er wurde bekannt als Befehlshaber der Mittelmeerdivision, die im August 1914 durch ihr Einlaufen in die Dardanellen und ihre Übergabe an die Türkei erheblich zum Kriegseintritt des Osmanischen Reiches auf Seite der Mittelmächte beitrug. 

## Vorkriegszeit
Souchon entstammte einer hugenottischen Familie; er war der Sohn des Kunstmalers Wilhelm Ferdinand Souchon und der Charlotte geb. Naumann, der Tochter eines Berliner Bankdirektors.
Als Seekadett der Crew 1881 nahm Souchon, wie auch der spätere Admiral Franz Hipper, als Besatzungsmitglied der Kreuzerfregatte Leipzig bei der Flaggenhissung und offiziellen Inbesitznahme der Kolonie Deutsch-Südwestafrika am 7. August 1884 bei dem Fort Vogelsang in Angra Pequena (Lüderitzbucht) teil. Vom 20. Mai bis zum 3. Oktober 1894 war Souchon Kommandant des Minenschulschiffes Rhein und wurde während dieses Kommandos zum Kapitänleutnant befördert. Im April/März 1900 war er als I. Offizier des Küstenpanzerschiffes Odin vertretungsweise dessen Kommandant. Der inzwischen zum Korvettenkapitän beförderte Souchon war während der Flottenmanöver 1903 Chef des Stabes des II. (Reserve-)Geschwaders.
Im April 1904 wurde Souchon Chef des Stabes des Kreuzergeschwaders in Ostasien unter Vizeadmiral Curt von Prittwitz und Gaffron auf der Fürst Bismarck. Im gleichen Jahr nahm er an einer Jangtsefahrt des Geschwaderchefs mit Besuchen bei hochrangigen chinesischen Würdenträgern teil. Während der Endphase des Russisch-Japanischen Krieges fanden wenige Fahrten des Geschwaders statt. Im November 1905 übernahm Konteradmiral Alfred Breusing den Befehl über das Geschwader. Unter ihm wurde noch eine Reise durch Niederländisch-Indien durchgeführt und der erste Besuch deutscher Marineoffiziere nach dem Boxeraufstand in Peking mit einer Audienz bei Kaiser und Kaiserinwitwe Cixi. Nach einem Besuch im Japan trat Souchon die Heimreise an.
Ab Juni 1906 war er im Reichsmarineamt tätig, wo er zum Kapitän zur See befördert wurde. Im Oktober 1907 wurde er Kommandant des Linienschiffes Wettin und im September 1909 Chef des Stabes der Marinestation der Ostsee. Auf diesem Posten wurde er am 10. April 1911 zum Konteradmiral befördert. Im Oktober wurde er 2. Admiral des II. Geschwaders der Hochseeflotte.

## Mittelmeerdivision
Am 23. Oktober 1913 übernahm Souchon den Befehl über die im Vorjahr gebildete Mittelmeerdivision, die aus dem Schlachtkreuzer Goeben, dem Kleinen Kreuzer Breslau sowie der Stationsyacht Loreley bestand. Zugeteilt war der Division noch der alte Kreuzer Geier, abgezogen von der Position des Stationärs in Ostafrika. Darüber hinaus konnte der Divisionschef bei Bedarf über die im Mittelmeer operierenden Schulschiffe verfügen, von denen im Winter 1913/14 die Hansa und die Victoria Louise erwartet wurden.
Als im August 1914 mit dem Ausbruch von Feindseligkeiten zu rechnen war, führte Konteradmiral Souchon seine beiden Schiffe, die Goeben und die Breslau, aus der Adria ins westliche Mittelmeer, beschoss nach Kriegsausbruch die Hafenanlagen von Bône und Philippeville in Algerien, entzog sich danach erfolgreich Versuchen der britischen Royal Navy, ihn zu stellen, und lief schließlich am 10. August 1914 in die Dardanellen ein. Nach mehrtägigen Verhandlungen führte er sein kleines Geschwader nach Istanbul, wo es am 12. August offiziell in die türkische Marine übernommen wurde.
Am 15. August kündigte die Türkei ihr Marineabkommen mit Großbritannien und verwies die britische Marinemission unter Admiral Arthur Limpus bis zum 15. September des Landes. Die Dardanellen wurden mit deutscher Hilfe befestigt, der Bosporus durch die in Yavuz Sultan Selim umbenannte Goeben gesichert, und beide Meerengen wurden am 27. September 1914 offiziell für die internationale Schifffahrt gesperrt. Am 29. Oktober griff Souchon unter osmanischer Flagge auf Befehl des türkischen Kriegsministers Enver Pascha russische Hafenstädte im Schwarzen Meer an. Am 2. November erfolgte daraufhin die Kriegserklärung Russlands an das Osmanische Reich und am 12. November 1914 die osmanische Regierung der Triple Entente den Krieg.

## Osmanische Marine
Souchon wurde zum Oberbefehlshaber der osmanischen – nach dem Kriegseintritt Bulgariens auch der bulgarischen – Kriegsmarine ernannt und führte bis 1917 verschiedene Kampfhandlungen gegen die russische Marine und russische Hafen- und Küstenanlagen im Schwarzen Meer durch. Er wurde am 27. Mai 1915 zum Vizeadmiral befördert und erhielt am 29. Oktober 1916 den Orden Pour le Mérite.
Während seiner Zeit im Osmanischen Reich war er, wie aus seinen Tagebüchern hervorgeht, über den Genozid an der armenischen Bevölkerung nicht nur wohl informiert, sondern befürwortete dieses Vorgehen auch stillschweigend.
So schrieb Souchon am 10. August 1915: „Für die Türkei würde es eine Erlösung sein, wenn sie den letzten Armenier umgebracht hat, sie würde dann die staatsfeindlichen Blutsauger los sein“.

## Geschwaderchef in der Hochseeflotte
Im September 1917 kehrte er nach Deutschland zurück, wo er vom 4. September 1917 bis zum 12. August 1918 das Vierte Schlachtgeschwader der Hochseeflotte mit den Großlinienschiffen der Kaiser-Klasse (Flaggschiff Friedrich der Große) befehligte und es bei der Besetzung der Baltischen Inseln und verschiedenen Flottenvorstößen kommandierte.

## Kieler Matrosenaufstand
Dann wurde er „zur Allerhöchsten Verfügung“ gestellt, und am 11. August 1918 zum Admiral befördert. Im September vertrat Souchon kurzzeitig Franz von Hipper als Chef der Hochseeflotte, weil dieser auf Urlaub nach Bad Kissingen fuhr. Ende Oktober 1918 wurde er zum Chef der Marinestation der Ostsee sowie zum Gouverneur von Kiel ernannt.
Souchon spielte damit eine zentrale Rolle beim Kieler Matrosenaufstand. Ihm wurde wiederholt vorgeworfen, er hätte den Aufstand durch entschiedeneres Handeln unterdrücken können und er habe geplante Maßnahmen torpediert. Zuletzt wurde dieser Vorwurf 1978 von Ernst-Heinrich Schmidt in seiner Dissertation erhoben.
Der Auslöser der Meuterei war der gegen den erklärten Willen der neuen Reichsregierung von der Seekriegsleitung und dem Kommando der Hochseeflotte geplante Flottenvorstoß gemäß dem Flottenbefehl vom 24. Oktober 1918. Souchon dagegen entschied sich – nachdem der Schusswaffeneinsatz gegen die große Demonstration die Erbitterung hatte weiter anwachsen lassen – mit der neuen Regierung zu kooperieren. Am 3. November 1918 bat er darum, einen führenden Sozialdemokraten nach Kiel zu schicken. Diese Problematik, dass die Matrosen Widerstand gegen eine illegale Aktion ihrer Offiziere übten, wird von Schmidt nicht berücksichtigt. Auch die Verwendung von zwei für seine Beweisführung wichtigen Quellen aus der Zeit des Nationalsozialismus erfolgt von ihm ohne erkennbare kritische Distanz.
Dirk Dähnhardt kommt in seiner etwa zeitgleich erstellten Analyse zu einem anderen Ergebnis (wobei er nicht verschweigt, dass Souchon in einigen Fällen zu zögerlich, falsch und inkonsequent gehandelt habe): Die Schüsse der Patrouille in der Karlstraße auf die Matrosen und Arbeiter hätten gezeigt, dass sich die lange angestaute, tiefsitzende Unzufriedenheit nicht mehr mit Gewalt unterdrücken ließ und dass diese Gewalt vielmehr den Solidarisierungsprozess der Matrosen untereinander aber auch mit den Kieler Arbeitern verstärkte. Damit hätte Souchon in Kiel nun vor kaum lösbaren Aufgaben gestanden. Da er erst einige Tage in Kiel war, musste er sich auf seine Untergebenen verlassen, die die Lage viel zu optimistisch einschätzten oder nicht den Mut hatten, eigene Versäumnisse einzugestehen. Zum anderen breitete sich der Aufstand so schnell aus, dass die Offiziere resignierten. Souchon bewies jedoch Verantwortungsbewusstsein, denn rücksichtslose Gewaltanwendung hätte den Aufstand nicht mehr unterdrücken können, hätte aber ein Chaos mit unabsehbaren Folgen heraufbeschworen.
Auch Wilhelm Deist übt deutliche Kritik an Schmidts Thesen. Er beschreibt die Massenbewegung nach der gescheiterten Frühjahrsoffensive 1918 mit ihren vielfältigen und ausgedehnten Verweigerungsformen unter den Soldaten und sieht darin eine wesentliche Voraussetzung für die Revolution. Demgegenüber spiele die von Schmidt angeführte „‚Entscheidungsschwäche‘ der militärischen Führungsschicht […] eine vergleichsweise ganz untergeordnete Rolle.“ Wolfram Wette kam in einer Untersuchung aus dem Jahre 2010 zu der Schlussfolgerung, dass „eine gewaltsame Konfrontation mit den Matrosen wegen fehlender eigener Machtmittel unmöglich und aussichtslos war“. Martin Rackwitz schrieb 2018, die Vorwürfe seien „schlichtweg unrealistisch“.
Klaus Kuhl kommt in seiner 2023 vorgelegten Präsentation und Analyse der Berichte von Souchon und anderer führenden Seeoffiziere in Kiel zu dem Ergebnis, dass Souchons Vorgänger Admiral Gustav Bachmann nicht adäquat auf die sich abzeichnenden Probleme in Kiel reagiert habe. Verschiedene Vorhaltungen und Ermahnungen wären weder von seinen Offizieren noch von ihm selbst ernst genommen worden. Damit musste Souchon, als er am 30. Oktober 1918 den Posten von Bachmann übernahm, sich auf ein Offizierskorps stützen, das sich der Realität nicht stellen wollte und die Lage beschönigte. Die später in der Marine vorgebrachten Schuldzuweisungen an Souchon und den Stabschef Hans Küsel sollten schließlich von der schwerwiegenden Fehlentscheidung Adolf von Trothas und Hugo Krafts ablenken, das III. Geschwader in das als „Pulverfass“ geltende Kiel zu schicken. Die entgegen den Versprechungen vorgenommenen Verhaftungen auf der Markgraf fachten die Empörung weiter an und führten zu einer schnellen Verbindung der Besatzungen mit den Kieler Arbeitern, die gerade einen großen Streik zur Durchsetzung des Friedens planten. Für die Niederschlagung des sich überraschend schnell ausbreitenden Aufstands standen nicht genügend loyale Einheiten zur Verfügung, wie ein Brief von Adalbert von Falk, dem kommandierenden General des stellvertretenden Generalkommandos des IX. Armee-Korps in Altona deutlich macht.
Souchon sah sich gezwungen, mit Karl Artelt und anderen Mitgliedern der Kieler Soldatenräte und Vertretern der SPD und USPD zu verhandeln und die inhaftierten Matrosen freizulassen. Der SPD-Reichstagsabgeordnete Gustav Noske, der noch am Abend des 4. November in Kiel eingetroffen war, löste Admiral Souchon am 7. November als Gouverneur von Kiel ab.
Wilhelm Souchon wurde 1919 pensioniert. 1932 hielt er neben dem Chef der Marineleitung, Admiral Erich Raeder, eine Gedenkrede für den letzten Chef der Hochseeflotte, Admiral Franz von Hipper, auf dem Ohlsdorfer Friedhof in Hamburg.

## Familie
Wilhelm Souchon war verheiratet mit Violet geborene Lahusen. Aus der Ehe ging Eberhard Alfred Souchon (1897–1989), späterer Fregattenkapitän und Abteilungschef im Oberkommando der Marine (O.K.W.) hervor. Leutnant Hermann Souchon, der mutmaßliche Mörder von Rosa Luxemburg, war Wilhelm Souchons Neffe.

## Auszeichnungen
- Eisernes Kreuz (1914) II. und I. Klasse[14]
- Roter Adlerorden II. Klasse mit Stern, Eichenlaub und Schwertern[14]
- Kronenorden II. Klasse mit Stern[14]
- Preußisches Dienstauszeichnungskreuz[14]
- Lippisches Kriegsverdienstkreuz[14]
- Komturkreuz I. Klasse des Albrechts-Ordens[14]
- Großkreuz des Hausordens vom Weißen Falken mit Schwertern[14]
- Kreuz für Verdienste im Kriege[14]
- Pour le Mérite (1916)[15]